# Santa Magdalena de Perella
Santa Magdalena de Perella és una capella romànica del municipi de Sant Joan de les Abadesses, a la comarca del Ripollès, que forma part de l'Inventari del Patrimoni Arquitectònic de Catalunya. Avui es troba abandonada i sense culte.

## Descripció
L'edifici centra el veïnat dispers de Perella, en un petit puig sobre la vall del Ter. L'edifici, romànic, data del segle xii i és de planta gairebé rectangular sense absis diferenciat, amb la volta un xic apuntada. El presbiteri original es trobava al costat nord-est i actualment es troba a l'extrem oposat. La porta, situada al mur nord-oest, és adovellada amb una llinda monolítica desproporcionada i timpà llis, conserva part de la ferramenta original. Posteriorment li fou afegida la sagristia a llevant i un campanaret de torre a l'angle sud-oest amb obertures d'arc de mig punt.

## Història
Fou construïda abans del 1145 pels propietaris de Can Perella, gran mas veí conegut des del 1126. A les visites pastorals del 1686 i 1690, el bisbe Pasqual manà que es construís la sagristia. L'ermita té uns Goigs dedicats a Santa Magdalena.